# Marange-Silvange
 Marange-Silvange  es una población y comuna francesa, en la región de Lorena, departamento de Mosela, en el distrito de Metz-Campagne y cantón de Marange-Silvange.

## Demografía
| 4699 | 5033 | 6510 | 5538 | 5674 | 5402 |
| Para los censos de 1962 a 1999 la población legal corresponde a la población sin duplicidades (Fuente: INSEE [Consultar]) |      |      |      |      |      |